# Anacroneuria lineata
Anacroneuria lineata és una espècie d'insecte plecòpter pertanyent a la família dels pèrlids.

## Descripció
- Els adults presenten el cap amb un patró de coloració fosc per damunt dels ocels i les membranes alars transparents amb la nervadura marró.
- La nimfa no ha estat encara descrita.[5]

## Hàbitat
En el seu estadi immadur és aquàtic i viu a l'aigua dolça, mentre que com a adult és terrestre i volador.

## Distribució geogràfica
Es troba a Centreamèrica: Costa Rica i Nicaragua.